# Puzhathi
Puzhathi è una suddivisione dell'India, classificata come census town, di 33.470 abitanti, situata nel distretto di Kannur, nello stato federato del Kerala. In base al numero di abitanti la città rientra nella classe III (da 20.000 a 49.999 persone).

## Geografia fisica
La città è situata a 11° 54' 33 N e 75° 22' 30 E.

## Società

### Evoluzione demografica
Al censimento del 2001 la popolazione di Puzhathi assommava a 33.470 persone, delle quali 16.484 maschi e 16.986 femmine. I bambini di età inferiore o uguale ai sei anni assommavano a 3.688, dei quali 1.948 maschi e 1.740 femmine. Infine, coloro che erano in grado di saper almeno leggere e scrivere erano 28.079, dei quali 14.035 maschi e 14.044 femmine.